# Bokutō

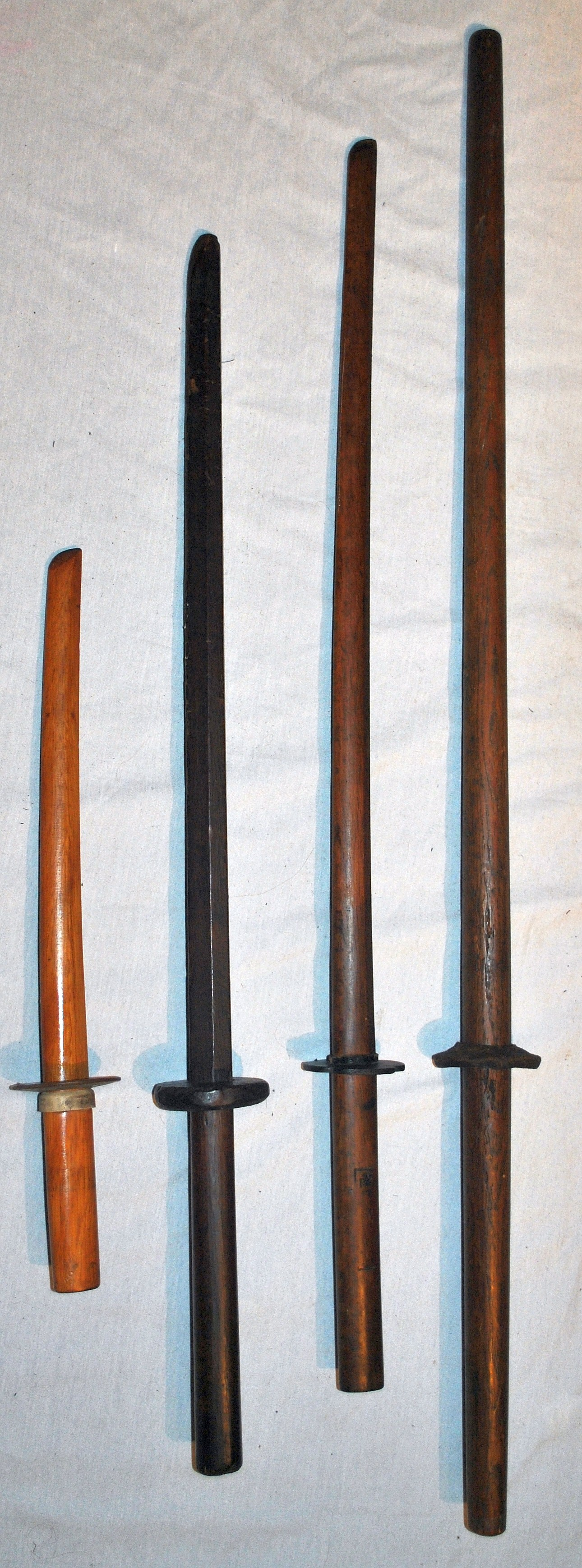
Verschiedene Beispiele für Bokutō in unterschiedlichen Holzsorten, und Formen

Ein Bokutō (jap. 木刀) ist ein japanisches Holzschwert, das in den japanischen Kampfkünsten verwendet wird.

## Bezeichnung
Der Begriff setzt sich zusammen aus den Wörtern Boku (Holz) und Tō (Schwert). Ein praktisch nur außerhalb Japans verwendetes Synonym ist Bokken (木剣), die Silbe ken kennzeichnet zweischneidige Klingen. Dagegen bezeichnet On-Lesung von 刀 tō eine einschneidige Klinge; die Kun-Lesung ist Katana.

## Material
Als Material werden traditionell japanische Harthölzer verwendet, hauptsächlich die Japanische Immergrüne Eiche (Quercus acuta) und die Bambusblättrige Eiche (Quercus myrsinifolia), da das Bokutō während des Trainings hohen Druck aushalten muss. Mittlerweile finden jedoch auch nicht japanische Hartholzarten Verwendung, welche billiger in der Anschaffung sind (besonders beliebt taiwanische / chinesische Roteiche). Es sind auch (sehr teure) Bokutō aus Edelhölzern wie japanischer Sunuke (Distylium racemosum) oder Ebenholz (Diospyros spp.) erhältlich. Inzwischen bieten auch Hersteller aus den USA Bokutō aus Hickory-Holz (Carya spp.) an. Diese werden aus einer Bohle handgefertigt und dann per Dampf in die gebogene Form gebracht. Das Holz, welches u. a. bei der Produktion von Baseballschlägern und Axt-Schäften Verwendung findet, zeichnet sich durch eine extreme Widerstandskraft und Flexibilität aus, so dass Bokutō aus diesem Holz als nahezu unzerstörbar gelten. Die Bruchfestigkeit von Hickory ist dreimal so groß wie z. B. die von Ebenholz, allerdings reagiert Hickory sensibel auf Änderungen des Wassergehalts (Quellen/Schwinden). Neuerdings finden diverse Hölzer Einzug in die Herstellung von Holzwaffen aller Art, so z. B. Akazie, Ahorn, Birke, Buche und Esche, aber auch Exoten wie Blutholz (Satiné) (Brosimum rubescens), Schlangenholz (Brosimum guianense), Cocobolo, Curupay (Anadenanthera colubrina), Pockholz, Ipe (Handroanthus spp.) und Jatoba (Hymenaea courbaril), wobei sich die Holzsorten je nach Dichte, Gewicht und Bruchfestigkeit für Kontaktübungen oder eher möglichst realistische Kata eignen.
Die meisten billigen Bokutō werden hinterher mit einer Schicht Klarlack überzogen, um spätere Verformungen und Fäulnis durch zu feuchte Lagerung zu verhindern. Bei billigen Bokutō aus Roteiche findet oft roter Lack Verwendung, um reparierte Fehlerstellen zu kaschieren.
Viele Anwender schwören aber auf unlackiertes Holz, das mit Öl (Tung-, Orangen-, Kamelien- oder Nelkenöl) und/oder Bienenwachs, besser Carnaubawachs behandelt wird, vor allem da verschwitzte Hände auf einem lackierten Griff (Tsuka) nur schlecht Halt finden. Auch können durch die geringe Reibung Blasen auf den Handflächen entstehen.
Im Einzelhandel kostet ein großes Bokutō je nach Holzgattung und Qualität im Bereich von etwa 15 bis 400 Euro (z. B. Pockholz). Im Online-Handel sind Exemplare bereits ab ca. 7 Euro zu finden. Diese Billigvarianten sind allerdings nur mit Vorsicht zu genießen, denn das Bruch- bzw. sich daraus ergebende Verletzungsrisiko ist nicht zu unterschätzen. Ein kurzes Bokutō (ein sogenanntes Shotō, die Nachbildung des japanischen Kurzschwertes Wakizashi) kostet in der Regel etwas weniger als die lange Version der gleichen Holzart und Verarbeitung, jedoch tritt vor allem bei Importen und exklusiven Angeboten auf Grund einer weitaus aufwendigeren Herstellung oft der umgekehrte Fall ein.

## Formen
Das übliche Bokutō gibt es in zwei verschiedenen Größen, das längere Bokutachi von ca. 101,5 cm Länge (siehe Vorschrift der All Japan Kendo Federation), welches ein Katana darstellt, und ein kürzeres Bokukodachi von ca. 57 cm, in der Länge eines Wakizashi. Auch die Krümmung der Klinge, der kantige Klingenrücken, die ovale Tsuka (攫) und die Ausarbeitung der Kissaki (Klingenspitze, 切っ先) imitieren bewusst Merkmale echter japanischer Klingen. In älteren Schwertkampf-Dōjōs, sowie auch im Aikidō, findet auch das Holz-Tantō Verwendung, das, wie auch ein normales Tanto, etwa 30 cm misst.
Die Bokutō werden heutzutage üblicherweise mit einer Tsuba (鍔) aus robustem Kunststoff und der traditionellen Form nachempfunden geliefert, die nach dem Aufziehen über die Klingenspitze mit einem Gummiring (Tsubadome) befestigt wird. Die Kerbe des Gummirings sollte dabei über der Mitte des Klingenrückens liegen. Hochwertige Tsuba können auch aus hartem Leder oder Holz bestehen. Der Griff (Tsuka) ist, anders als beim Shinai, nicht rund, sondern fischbauchförmig ausgearbeitet. Diese Form ermöglicht es dem Trainierenden, die Lage der Klinge wie bei einem echten Katana während der Übung zu fühlen.
Neben dem in Europa bekannten Bokutō gibt es verschiedene Sonderformen:
- Es gibt Bokutō mit Kehlung auf beiden Seiten (Hi), die der Hohlkehle vieler Shin-ken (scharfe, echte Schwerter) entspricht. Diese Form führt beim Schnitt zu einem zischenden Geräusch, an dem ein Lehrer die korrekte Führung / Handhabung erkennen kann.
- Es gibt schwerere und längere Bokutō zur Kräftigung der Armmuskulatur beim Suburi, die für Partnerübungen aber ungeeignet sind. Ihre Länge liegt zwischen 110 und 115 cm, ihr Gewicht liegt über 800 g und sie werden allgemein als Suburi-tō bezeichnet.
- Zum Üben von Partnerformen im Iaidō gibt es Bokutō mit einer Saya (鞘) aus Kunststoff, die den realistischen Ablauf des Ziehen (nuki) und des Rückführen (noto) innerhalb der Kata erlauben. Die Formen des „tachi uchi no ryu“ des Muso Jikiden Eishin Ryu / Muso Shinden Ryu seien als Beispiel angeführt.
- Das Iwama-ryu-Aikidō benutzt relativ schwere Bokutō mit größerem Durchmesser und ohne Spitze.
- Viele japanische Schwertkampfschulen (Kenjutsu-ryu) haben ihre eigene spezielle Bokutōform entwickelt, so z. B. das Kashima Shin-Ryu und das Itto-Ryu.
- Für Übungen im Naginatadō werden vergleichbare Trainingswaffen verwendet, die in der Art einer Naginata über ein verlängertes Griffstück verfügen.

## Verwendung
Das Bokutō wird in den Trainingseinheiten verschiedener japanischer Kampfkünste anstelle eines Katanas beziehungsweise Wakizashis verwendet. Es ermöglicht ein realistisches Üben ohne Gefahr zu laufen, sich und Übungspartner zu schneiden oder zu stechen. Zu diesen gehören Aikidō, Jōdō und Kenjutsu sowie Iaidō.
Weiterhin wird das Bokutō zur Ausführung der Kata im Kendō genutzt; die ersten sieben Kata sind für das lange Bokudachi, die weiteren drei Kata werden von der Schülerseite mit dem kurzen Bokukodachi ausgeführt. Nur bei Vorführungen zu besonderen Anlässen werden die festgelegten Abläufe mit stumpfen Metallklingen (Kata yo) durchgeführt.
Bei Vollkontakt-Partnerübungen zieht sich ein Bokutō allerdings sehr schnell Risse und Scharten zu, wenn es auf die Waffe des Partners trifft. Es wird daher in vielen Schulen gelehrt, vor dem Training die Holzklinge nach Splittern oder Brüchen abzutasten, um einer Verletzung anderer Übungspartner vorzubeugen. Im gegebenen Fall kann man das Holz reparieren oder das Bokutō austauschen. Es gibt mittlerweile Varianten auf dem Markt, die aus Polypropylen und ähnlichen synthetischen Materialien bestehen. Sie werden unter anderem von einer US-Messerfirma hergestellt, die sich auch auf Kampfsportprodukte spezialisiert hat. Beim harten Sparring sollte auf vergleichbare technische Werte der Hölzer geachtet werden, da sonst das „schwächere“ Bokken schnell zerstört werden kann.
Es gibt Bokutō mit und ohne geformter Kissaki. Die Variante ohne Kissaki wird in einigen Schulen zum Üben von Stichtechniken genutzt, um Verletzungen zu vermeiden.
Das Bokutō wird auch, hauptsächlich außerhalb Japans, als eigenständige Waffengattung betrachtet, da es neue Waza (Techniken) bietet wie beispielsweise Block- und Würgetechniken, die mit einem Katana aufgrund der scharfen Klinge nicht möglich sind.
Auch können mit etwas Druck ausgeführte Kendō-Waza beim Kontakt mit ungeschützten Körperstellen leicht Knochen zertrümmern. Somit ist das Bokutō nicht nur Trainingsgerät, sondern kann auch eine gefährliche Waffe sein. Im rechtlichen Sinne gilt es jedoch ähnlich wie der Baseballschläger als Sportgerät und darf auch von Minderjährigen besessen/mitgeführt und an diese weitergegeben werden.
Bevor in Japan die ersten Metallschwerter aus China in Gebrauch waren, wurde auf dem Schlachtfeld (unter anderem) mit Schwertern aus Holz und Stein gekämpft. Eine Erwähnung für das Bokken als Waffe wurde für das Jahr 400 n. Chr. nachgewiesen.